# Моккас, Георгиос
Георгиос Моккас  (греч.  Γεώργιος Μόκκας ; 1917 — 15 апреля 1941) — греческий военный лётчик времён Второй мировой войны. Отличился и погиб в воздушном бое над Трикала. Отмечен историографами греческой авиации как последний в списке 51 погибших греческих лётчиков в начальный период войны (октябрь 1940 — май 1941), до перебазирования ВВС Греции на Ближний Восток.

## Биография
Георгиос Моккас родился в городе Сидирокастрон в периферии Центральная Македония в 1917 году. В октябре 1935 года поступил в лётную школу и закончил её в сентябре 1937 года.
Вскоре после начала Итало-греческой войны (1940—1941) был направлен в 24-ю истребительную эскадрилью греческих ВВС.
Греческие ВВС насчитывали только 79 самолётов против 380 итальянской Regia Aeronautica, но успешно справлялись с поставленными задачами.
Греческая армия отразила итальянское нападение и перенесла военные действия на территорию Албании. Продолжающиеся греческие победы, неудачное итальянское весеннее наступление и вырисовывавшаяся опасность занятия греческой армией порта Авлона, вынудили гитлеровскую Германию вмешаться. Немецкое вторжение началось 6 апреля 1941 года, из союзной немцам Болгарии.
И без того напрягавшие все свои силы против итальянских ВВС, греческие ВВС не могли практически ничего противопоставить Люфтваффе — ни в числах, ни в качестве и возрасте своих самолётов. Но греческие лётчики приняли бой.
Георгиос Моккас погиб 15 апреля, в бою получившим в историографии ВВС Греции название «Воздушный бой над Трикала», став последним в списке 51 греческих лётчиков погибших в ходе войны с итальянцами и немецкого вторжения (октябрь 1940 — май 1941).

### Воздушный бой над Трикала
15 апреля, через 9 дней после немецкого вторжения, остававшиеся в распоряжении греческих ВВС истребители находились на лётном поле Василика, недалеко от города Каламбака.
Их было всего 12, в силу чего и исходя из древней греческой мифологии, историографы греческой авиации часто именуют пилотов принявших участие в последовавшем последнем воздушном бое «двенадцатью богами» (αεροπορικό δωδεκάθεο).
Самолёты принявшие участие в Бою над Трикала:
- 5 бипланов английского производства Gloster Gladiator из 21-й эскадрильи. Пилоты Иоаннис Келлас (командир эскадрильи), Константин Хондрос, Димитриос Скалцояннис, Иоаннис Пападимитриу и Иоаннис Кацарос.
- 5 самолётов польского производства PZL P.24:4 из 22-й эскадрильи. Пилоты Василиос Кондогеоргос, Эпаминондас Даггулас, Панайотис Аргиропулос и Леонидас Кацарелис. 1 самолёт из 23 -й эскадрильи, пилот Периклис Кутрубас.
- 2 самолёта Bloch MB.150, французского производства, из 24-й эскадрильи. Пилоты Панайотис Икономопулос и Георгиос Моккас[4].

Моккас и его соратник из 24-й эскадрильи находились на лётном поле в Василика с 10 апреля, совершая ежедневные вылеты в поддержку отступающих греческих и британских частей.
15 апреля 1941 года, все 12 греческих лётчиков находились в кабинах своих самолётов, ожидая приказа на перехват очередной волны немецких бомбардировщиков.
При появлении в небе 20 Junkers Ju 87, был дан приказ немедленно взлететь.
Сами по себе 20 бомбардировщиков-штурмовиков могли бы стать лёгкой добычей для греческих лётчиков, но в верхнем эшелоне они сопровождались 20 истребителями Messerschmitt Bf.109, которые не только превосходили группу греческих самолётов по количеству, но их технические характеристики были несравненно лучше чем у всех 3 типов самолётов греческой группы.
Появление мессершмитов было неожиданным. Бой продолжился не более 10 минут, и при всех успехах греческих лётчиков, в конечном итоге, завершился победой немецких истребителей.
Кутрубас и Моккас погибли. Кацарелис, будучи тяжело раненным, оставил свой PZL P.24. Келлас, которого все считали убитым, сумел посадить свой изрешеченный Gladiator.
Раненный Контогеоргос также сумел посадить свой PZL P.24.
Однако немцы понесли не меньшие потери: 4 подтверждённых сбитых самолёта (2 Ju-87 и 2 Bf-109) и 2 возможно сбитых Ju-87.
Моккас сбил оба подтверждённых Ju-87 и ему принадлежит и один из возможно сбитых. Несмотря на то что немецких истребителей было 20, все 3 сбитых греческих самолёта, включая самолёт Моккаса, были сбиты одним лётчиком — Густавом Роделом (Gustav Rödel).
Через 5 дней, 20 апреля, Родел сбил в греческом небе ещё 3 самолёта, на этот раз 3 самолёта британской RAF. До конца Второй мировой войны Родел одержал 98 воздушных побед.
На этом этапе войны «Воздушный бой над Трикала» был последним для греческих ВВС в греческом небе. Одновременно он стал лебединой песней для PZL P.24 в Греции.
После этого боя оставшиеся самолёты ВВС Греции последовательно передислоцировались в Амфиклию, Танагру и Аргос, а затем, вместе с самолётами ВМФ, перебазировались в Египет, где при поддержке союзников и получив новые самолёты, сформировали новые авиационные соединения и продолжили войну.
Георгиос Моккас и Периклис Кутрумбас стали последними лётчиками ВВС Греции погибшими в начальный период (октябрь 1940-май 1941) войны.

## Через полвека
Фессалийский крестьянин Парис Теодоропулос посвятил 23 года своей жизни поиску самолётов Второй мировой войны.
Он нашёл место падения самолёта Моккаса в поле одной из деревень фессалийского нома Кардица и выкопал его.
Теодоропулос передал табличку, вырезанную из фюзеляжа самолёта, брату убитого летчика, на церемонии в Сидирокастро.